# Tomané Nunes
António Manuel Nunes Ferreira, más conocido como Tomané Ferreira (Nogueira do Cravo, Coímbra, 15 de enero de 1987), es un futbolista portugués. Juega como delantero en el Os Belenenses de Portugal.

## Trayectoria
Salió de la cantera del Sporting de Lisboa, en la temporada 2005-2006 dio el salto al primer equipo del Sporting de Lisboa. Debutó en la jornada 17 de la temporada 2005-2006 de la Primera División de Portugal, en un partido que su equipo, el Sporting de Lisboa, disputó como visitante ante el Sporting de Braga. Ferreira entró en el minuto 45 del partido, en reemplazo de su compañero Moutinho.
En la siguiente temporada 2006-2007 fue cedido por el Sporting al Futebol Clube Barreirense de la segunda división portuguesa. Después de finalizar la cesión y una buena temporada en el Barreirense que fue elegido y premiado como el mejor jugador del campeonato y pichichi, regresó al Sporting para jugar la temporada 2007-2008, pero al llegar al Club Lisboetano no tenía lugar en el primer equipo y fichó por el Villarreal.
Con el Villarreal, hizo la pretemporada de la temporada 2007-2008 con el primer equipo, pero durante la pretemporada sufrió una grave lesión que lo aparto de los terrenos de juego para toda la temporada, Tomané pidió al Villarreal que lo cediera al Grupo Desportivo Tourizense de Portugal para jugar la temporada 2008-2009. 
A Tomané en una entrevista le preguntaron que por qué pidió al Villarreal que lo cediera a un equipo de muy baja categoría como el Tourizense, y el respondió "Tenía ofertas de equipos de Primera División de Portugal y de España para ir cedido por una temporada, pero me decidí por la oferta del Tourizense, por que se que no estoy a mi nivel y que no voy a rendir al máximo para jugar en un equipo de Primera. Tras una temporada parado sin jugar con el Villarreal, prefería recuperar mi nivel de juego y volver al Villarreal la siguiente temporada y si no tengo sitio en el Club buscar una solución para jugar en algún equipo de Primera Portugal o de España o de algún Club de otro país".

## Selección nacional
Ha sido internacional con la Selección de fútbol de Portugal Sub-21.

## Clubes
| Club                        | País     | Año         | PJ (Goles) |
| --------------------------- | -------- | ----------- | ---------- |
| Sporting de Lisboa          | Portugal | 2006        | 1 (0)      |
| Futebol Clube Barreirense   | Portugal | 2007        | ? (?)      |
| Villarreal B                | España   | 2007 - 2008 | ? (?)      |
| Grupo Desportivo Tourizense | Portugal | 2008 - 2011 | ? (?)      |
| Os Belenenses               | Portugal | 2011 -      | 15 (1)     |

- Datos: Q5843923